# Antiguraleus fenestratus
Antiguraleus fenestratus is een slakkensoort uit de familie van de Mangeliidae. De wetenschappelijke naam van de soort is voor het eerst geldig gepubliceerd in 1942 door Powell.